# Коджон
Коджон (кор. 고종, 高宗, Gojong, Kojong); ім'я при народженні Лі Хий (кор. 이희, 李㷩, I Hui, Yi Hŭi; 8 вересня 1852 — 21 січня 1919) — корейський правитель, останній, двадцять шостий, володар держави Чосон, засновник і перший імператор Кореї.

## Життєпис

### Початок правління
Коли 1864 року ван Чхольджон помер, не залишивши спадкоємця, стара королева запропонувала звести на трон далекого родича Чхольджона — Лі Мьонбока, який згодом отримав храмове ім'я Коджон. Оскільки новий ван був неповнолітнім, його регентом став його батько — Лі Хаин, який увійшов в історію під своїм титулом Тевонгун (великий принц, принц-регент). Тевонгун в цілому прагнув проводити політику закриття Кореї. Під його керівництвом були здійснені репресії відносно корейських християн.
1866 року Коджон одружився з дівчиною з клану Мін, яку обрав Тевонгун. Поступово королева все більше впливала на чоловіка й на політику держави. Відносини між нею й Тевонгуном почали псуватись.

### Відкриття Кореї
1875 року Японія вирішила спробувати змусити Корею відкритися зовнішньому світові. Після того, як японський флот підійшов до острова Канхва, корейська артилерія відкрила вогонь. Під час сутички двоє японців зазнали легких поранень, 35 корейців загинули, ще 16 потрапили в полон. Японці сприйняли той бій як привід укласти з Кореєю нерівноправний договір, на зразок тих, які були раніше були укладені західними країнами з самою Японією. 15 січня 1876 року японський флот під командуванням Курода Кійотака прибув до берегів Кореї. 26 лютого того ж року між Японією та Кореєю було підписано мирний договір, за яким японські судна отримали право вільного плавання в територіальних водах Кореї, та, в перспективі, відкривав два додаткових порти (крім Пусана) для торгівлі з японцями. Японці отримували право пересуватися всередині Кореї на відстань 10 лі від узбережжя. Невдовзі аналогічні договори були підписані Кореєю зі США, Італією, Росією, Німеччиною та Францією.

## Повстання Імо і Державний переворот Гапсін
Ван Кочжон почав покладатись на нову армію, яка отримувала платню за свою службу. Та армія складалась із солдатів, озброєних гвинтівками. Стара армія, яка в основному була озброєна мечами, списами та старими мушкетами, зрештою повстала проти низької заробітної платні та втрати свого престижного статусу, а також за повернення Лі Хаина до влади. Однак китайські війська на чолі з китайським генералом династії Цін, Юань Шикай, невдовзі викрали Лі Хаина та відправили його до Китаю, таким чином, заважаючи його поверненню до влади. Чотири роки потому Лі Хаин повернувся до Кореї. 4 грудня 1884 року п'ять революціонерів здійснили спробу державного перевороту за допомоги невеликої армії, що була негативно налаштована проти міністра. Вони й намагались відсторонити від влади короля Кочжона та королеву Мін. Після 3-х днів переворот зазнав поразки. Деякі з його лідерів, в тому числі Кім Ок Кюн, втекли до Японії, решту було розстріляно.

## Вбивство королеви Мін
1895 року королеву Мін убили японські агенти. Японський міністр у Кореї, Міура Горо, організував змову проти неї. Група японських агентів увійшла в Кьонбоккун у Сеулі, що перебував під охороною корейських військ, які були прихильниками японського уряду. Королеву було вбито в палаці. Вона спробувала протистояти японському втручанню у внутрішні справи Кореї та розглядала можливість звернення до Росії або Китаю для отримання допомоги.

## Нагороди
- Великий хрест ордена Святих Маврикія і Лазаря (Італія, 1895)
- Великий хрест ордена Почесного легіону (Франція, 1895)
- Ланцюг ордена Хризантеми (Японія, 1897)
- Гранд-командор ордена Індійської імперії — GCIE (Велика Британія, 1900)
- Ланцюг ордена Подвійного дракона (Китайська імперія, 1903)
- Орден святого Станіслава 1го ступеня (Російська імперія, 1903)